# 바티칼로아구

바티칼로아 구

바티칼로아구(싱할라어: මඩකලපුව දිස්ත්‍රික්කය, 타밀어: மட்டக்களப்பு மாவட்டம்)는 스리랑카를 구성하는 25개 구 가운데 하나로 행정 중심지는 바티칼로아이며 면적은 2,854km2, 인구는 525,142명(2012년 기준)이다. 행정 구역상으로는 동부 주에 속한다.